# 馬格里特博物館
馬格里特博物馆（法语: Musée Magritte, 荷蘭語: Magritte Museum，缩写MMM）是位于比利时布鲁塞尔皇家广场的一家美术类博物馆，隸屬於比利時皇家美術博物館，以展出画家勒内·马格里特的作品等为主。本馆即以其名字命名。